# Смирнов, Сергей Иванович (Герой Советского Союза)
Сергей Иванович Смирнов (1920—1984) — полковник Советской Армии, участник Великой Отечественной войны, Герой Советского Союза (1945).

## Биография
Родился 1 октября 1920 года в деревне Шубино (ныне — Вышневолоцкий район Тверской области). После окончания неполной средней школы работал в сапожной артели в Вышнем Волочке. В 1939 году Смирнов был призван на службу в Рабоче-крестьянскую Красную Армию.
С начала Великой Отечественной войны — на её фронтах. В боях два раза был ранен.
К октябрю 1944 года сержант был помощником командира взвода 6-й стрелковой роты, 95-го стрелкового полка (14-й стрелковой дивизии, 131-го стрелкового корпуса, 14-й армии, Карельского фронта). Отличился во время Петсамо-Киркенесской операции. 7 октября 1944 года во время штурма важной высоты «Пушка» лично уничтожил вражескую огневую точку, мешавшую продвижению его роты вперёд, а затем, столкнувшись с группой вражеских солдат и офицеров, уничтожил четырёх из них. 9 октября 1944 года во главе одного из отделений взвода отразило 3 немецкие контратаки. Выйдя в ходе дальнейшего наступления к реке Петсамойки в районе посёлка Петсамо, отделение успешно переправилось через неё и уничтожило около 50 солдат и офицеров противника.
Указом Президиума Верховного Совета СССР от 24 марта 1945 года за «образцовое выполнение боевых заданий командования на фронте борьбы с немецкими захватчиками и проявленные при этом мужество и героизм» сержант Сергей Смирнов был удостоен звания Героя Советского Союза с вручением ордена Ленина и медали «Золотая Звезда» за номером 4234.
После окончания войны продолжил службу в Советской Армии. Окончил курсы младших лейтенантов и Череповецкое пехотное училище. В 1961 году в звании подполковника Смирнов был уволен в запас. Проживал и работал в Вышнем Волочке. Умер 25 декабря 1984 года.
Был также награждён орденом Славы 3-й степени и рядом медалей.